# Navires américains les plus décorés de la Seconde Guerre mondiale
Cette liste répertorie les navires de la marine américaine les plus honorés de la Seconde Guerre mondiale. Elle est classée par ordre décroissant des Battle Stars obtenues, par ordre décroissant des reconnaissances accordées aux unités, par ordre décroissant de la taille du navire par type et par ordre croissant du numéro de coque. Elle ne contient que les navires qui ont obtenu quinze Battle Stars ou plus pour leur service pendant la Seconde Guerre mondiale.
Les distinctions honorifiques qui ne sont pas listées peuvent inclure :
- Les honneurs décernés par des pays autres que les États-Unis (par exemple, la Philippine Presidential Unit Citation, le British Admiralty Pennant).
- Honneurs décernés à toutes les unités pour leur service actif pendant la Seconde Guerre mondiale, y compris le service actif avant l'entrée en guerre des États-Unis (par exemple, American Defense Service Medal, American Campaign Medal, Asiatic-Pacific Campaign Medal, World War II Victory Medal).
- Honneurs décernés aux navires pour des campagnes autres que le service pendant la Seconde Guerre mondiale (par exemple, service pendant la guerre de Corée, service pendant la guerre du Vietnam).

| Navire                     | Récompenses pour services rendus pendant la Seconde Guerre mondiale                         |
| -------------------------- | ------------------------------------------------------------------------------------------- |
| USS Enterprise (CV-6)      | 20 Battle Stars Presidential Unit Citation Navy Unit Commendation                           |
| USS San Diego (CL-53)      | 18 Battle Stars, bien que le Naval Historical Center ne recense que 15 étoiles de bataille. |
| USS San Francisco (CA-38)  | 17 Battle Stars Presidential Unit Citation                                                  |
| USS O'Bannon (DD-450)      | 17 Battle Stars Presidential Unit Citation                                                  |
| USS New Orleans (CA-32)    | 17 Battle Stars, bien que le centre historique de la marine recense 16 étoiles de bataille. |
| USS Minneapolis (CA-36)    | 17 Battle Stars                                                                             |
| USS Maury (DD-401)         | 16 Battle Stars Presidential Unit Citation                                                  |
| USS Nicholas (DD-449)      | 16 Battle Stars Presidential Unit Citation                                                  |
| USS Buchanan (DD-484)      | 16 Battle Stars Presidential Unit Citation                                                  |
| USS Portland (CA-33)       | 16 Battle Stars Navy Unit Commendation                                                      |
| USS Russell (DD-414)       | 16 Battle Stars                                                                             |
| USS Saufley (DD-465)       | 16 Battle Stars                                                                             |
| USS Taylor (DD-468)        | 15 Battle Stars Navy Unit Commendation                                                      |
| USS Thresher (SS-200)      | 15 Battle Stars Navy Unit Commendation                                                      |
| USS North Carolina (BB-55) | 15 Battle Stars                                                                             |
| USS Morris (DD-417)        | 15 Battle Stars                                                                             |
| USS Fletcher (DD-445)      | 15 Battle Stars                                                                             |
| USS Narwhal (SS-167)       | 15 Battle Stars                                                                             |

## Source
- (en) Cet article est partiellement ou en totalité issu de l’article de Wikipédia en anglais intitulé « Most decorated US Naval vessels of World War II » (voir la liste des auteurs).